# Кэдмон
Кэ́дмон или Кэдмэн (англ. Cædmon) — один из самых первых английских поэтов, чье полное имя не известно. Кэдмон является одним из двенадцати англосаксонских поэтов, представляющих средневековую литературу. Единственным сохранившимся произведением Кэдмона был «Гимн Кэдмона», одно из наиболее ранних произведений на древнеанглийском языке. Наряду с Рутвельским крестом (англ. Ruthwell Cross) и Ларцом Фрэнкса — один из трех образцов древнеанглийской поэзии и самый ранний из обнаруженных образцов поэзии на германском языке. Кроме того, Кэдмону приписывается ряд поэм на религиозные сюжеты, иногда именуемых «Каноном Кэдмона», а именно: «Бытие», «Исход», «Даниил», «Христос и Сатана».
Кэдмон умер между 670 и 680 годами.
В 1966 году в Уголке поэтов Вестминстерского аббатства в память о Кэдмоне был установлен мемориальный напольный камень.